# 上田万平 (内務官僚)

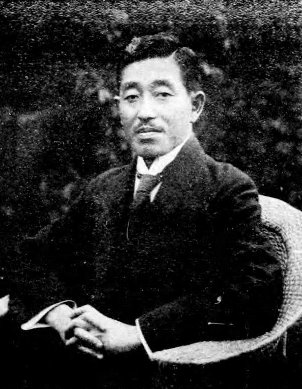
上田万平

上田 万平（うえだ まんぺい、1880年（明治13年）10月4日 - 1935年（昭和10年）7月8日）は、日本の内務官僚、実業家。官選県知事。

## 経歴
熊本県天草郡高浜村に上田稲穂の長男として生まれ、上田松彦の養子となる。江戸時代中期から後期に同村の名主を務め、国学者や陶芸家として活動した上田宜珍は先祖にあたる。第五高等学校を卒業。1906年、東京帝国大学法科大学を卒業。同年11月、文官高等試験行政科試験に合格。 内務省に入省し北海道庁属となる。
以後、北海道庁事務官、香川県事務官・警察部長、農商務参事官、同書記官、静岡県内務部長、京都府内務部長、大阪府内務部長などを歴任。
1921年5月、岐阜県知事に就任。三大川上流改修、県庁舎新築、陶磁器試験場設置、自作農奨励資金制度の創設、郡制廃止への対応などに尽力。1924年6月、宮城県知事に転任。東北振興第一期総合計画を推進。1926年12月、知事を辞職し退官した。
退官後は実業界に転じ、1927年（昭和2年）9月、郷里熊本の電力会社熊本電気株式会社の第4代社長に就任する。同社では積極経営を展開し、県外進出を推進、鹿児島県の鹿児島電気や熊本南部の球磨川電気、大分県の竹田水電などを傘下に収めた。1929年（昭和4年）4月にはこのうち球磨川電気の社長にも就任している。また同じく熊本電気系列の熊本保全や九州電力（旧・大淀川水力電気。現在の九州電力管内にかつて存在した事業者の一つ）でも社長を務めた。しかし在職中の1935年（昭和10年）7月8日、出社中に凶漢に襲われ急死した。満57歳没。

## 栄典
- 1904年（明治37年）12月27日 - 勲四等瑞宝章[7]

## 親族
- 妻 上田愛子（押川則吉の娘）